# Erik Blomberg (filmregissör)
Erik Blomberg, född 18 september 1913 i Helsingfors, död 12 oktober 1996 i Kuusjoki, var en finländsk filmregissör, skådespelare, manusförfattare och filmfotograf.

## Filmografi
Regi
- 1952 – Den vita renen
- 1955 – Förlovningen
- 1959 – Bröllopsnatten

Foto
- 1938 – Den stulna döden
- 1945 – Bröderna Östermans huskors
- 1945 – Gomorron Bill!
- 1946 – Kvinnor i väntrum
- 1946 – Bröllopet på Solö
- 1947 – Livet i Finnskogarna
- 1955 – Förlovningen
- 1960 – Stridernas väg

Idé
- 1947 – Onda ögon